# Список умерших в 1262 году

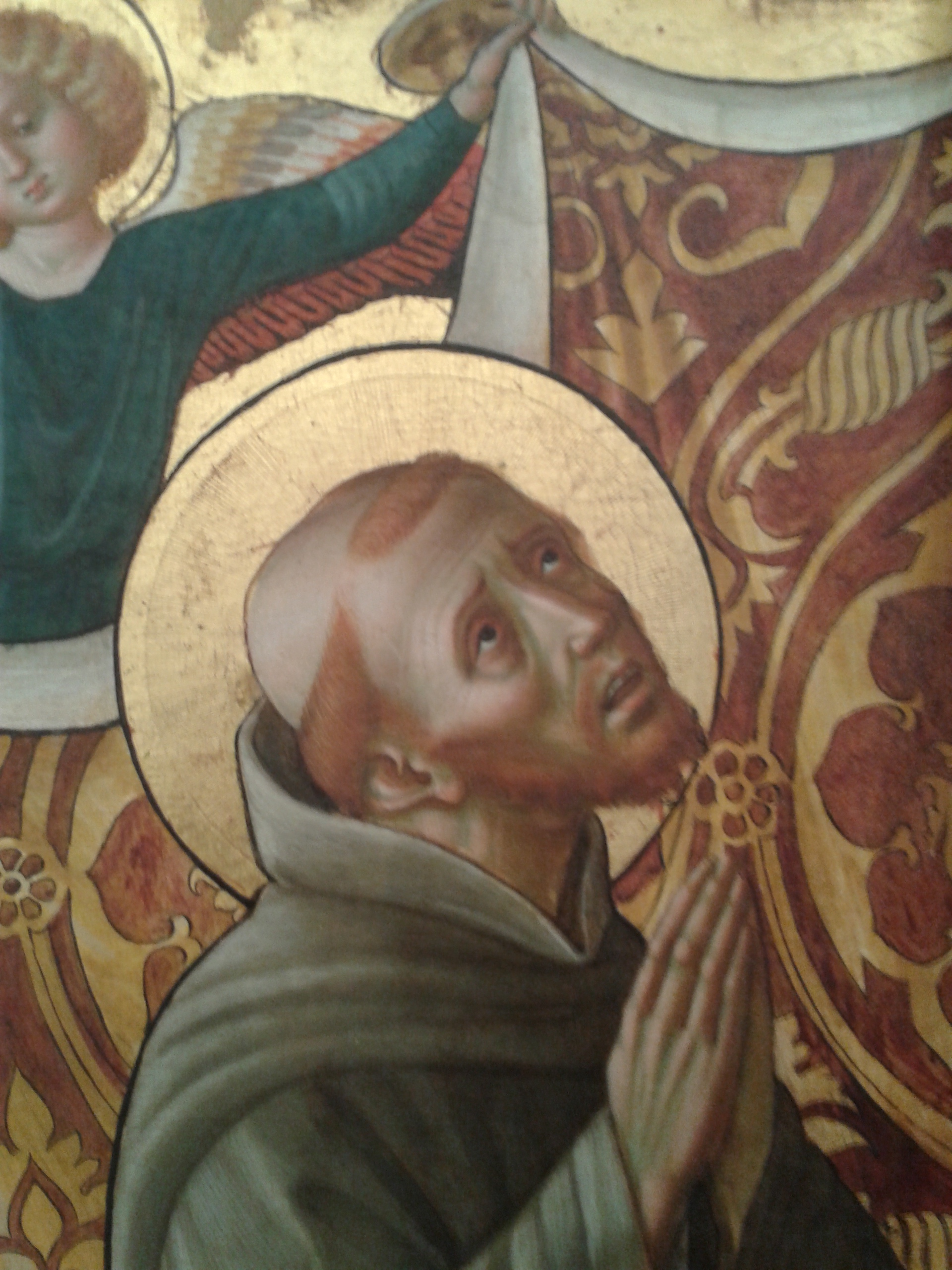
Жиль Ассизский

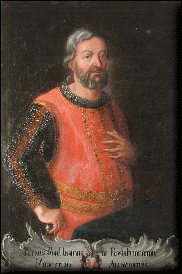
Вок I из Рожмберка

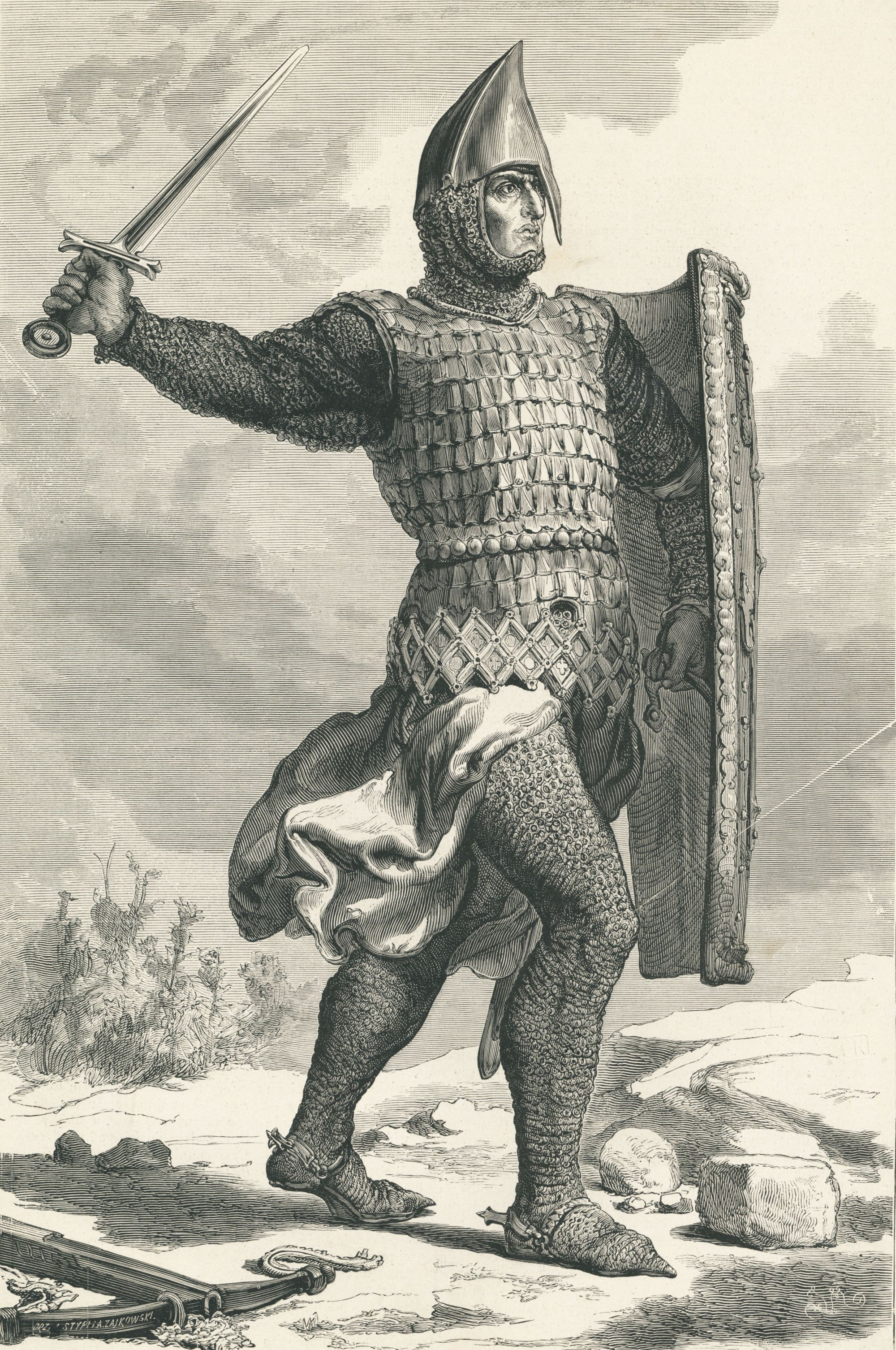
Земовит I Мазовецкий

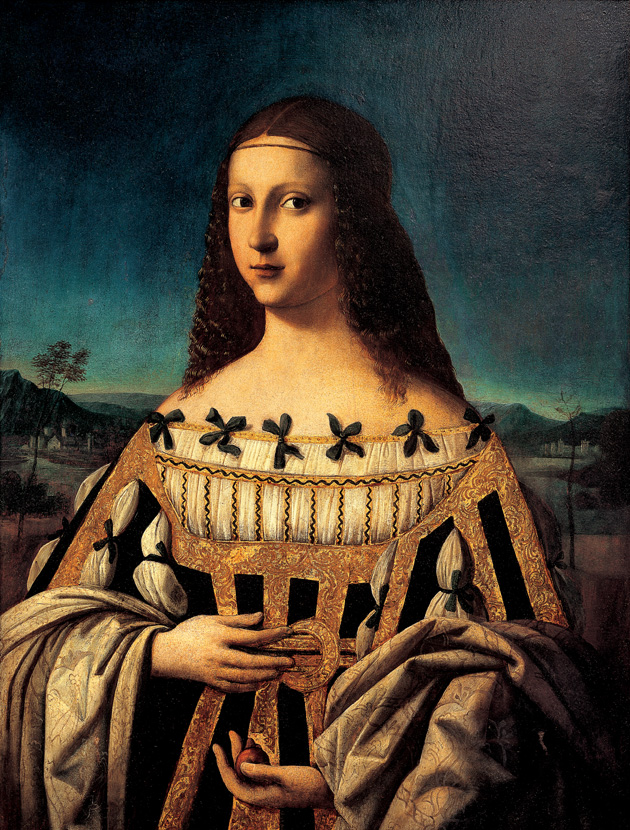
Бетриса д’Эсте

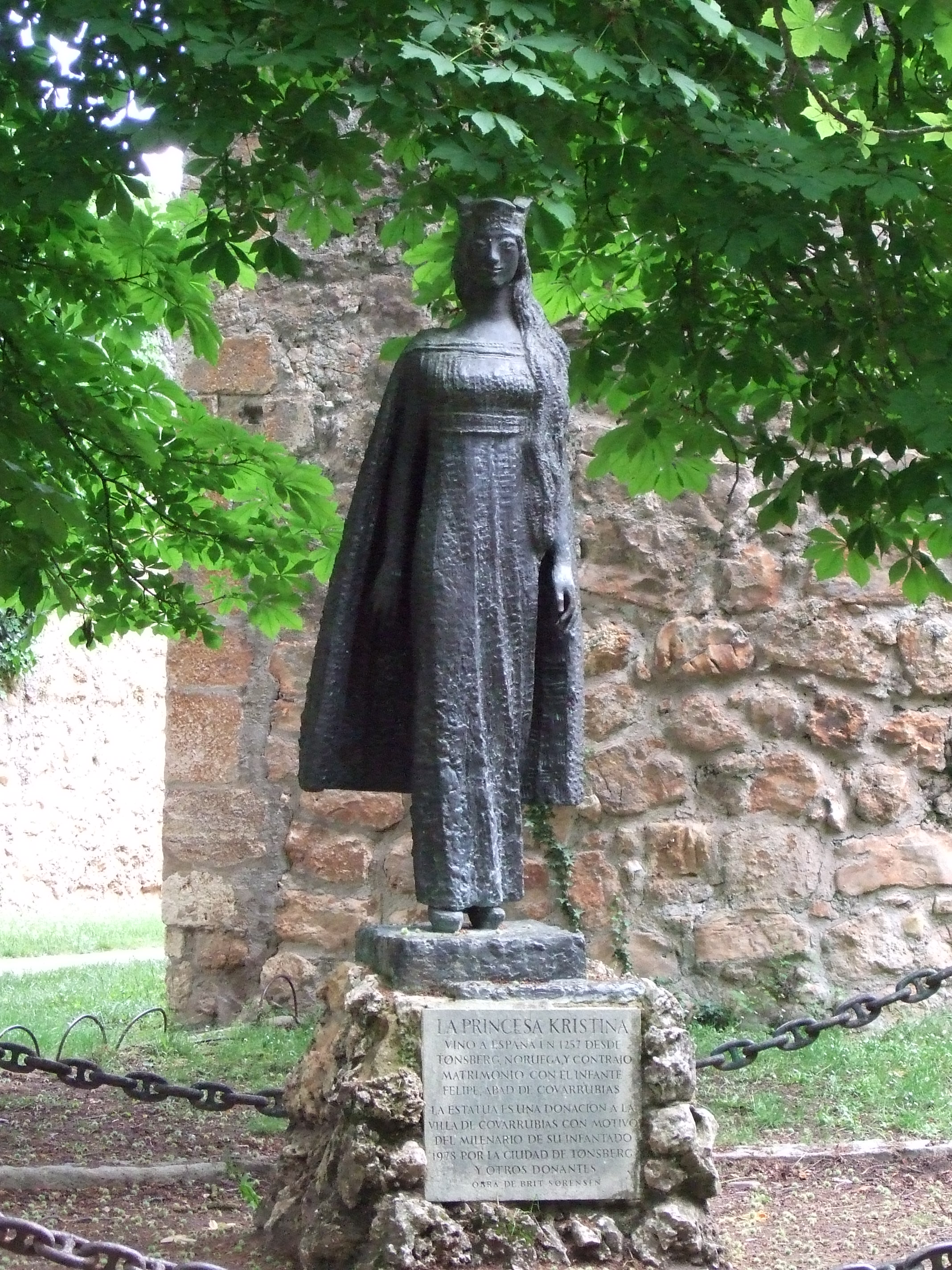
Кристина Норвежская

В этой статье представлен список известных людей, умерших в 1262 году.
См. также: Категория:Умершие в 1262 году

## Март
- 1 марта — Рикардо де Монтекассино[фр.] — кардинал-священник de S. Ciriaco alla Term (1255—1262)

## Апрель
- 23 апреля — Жиль Ассизский[англ.] — компаньон Франциска Ассизского, святой римско-католической церкви[1].

## Май
- 18 мая — Джон Климпинг[англ.] — епископ Чичестера (1253—1262)
- 21 мая — Кирилл II — епископ Ростовский и Ярославский (1230—1262), святой Русской православной церкви
- 25 мая — Бертран Малферрат[фр.] — архиепископ Арля (1258—1262)

## Июнь
- 2 июня — Доминго Паскуаль[исп.] — архиепископ Толедо (1262)
- 4 июня — Вок I из Рожмберка — средневековый чешский феодал и военачальник, основатель одного из знатнейших и могущественнейших феодальных семейств Чехии — Рожмберков (Розенбергов), высочайший маршалок Чешского королевства
- 23 июня — Земовит I Мазовецкий — князь черский (1247—1262), плоцкий (1248—1262), мазовецкий (1248—1262) и серадзский (1259—1260),

## Июль
- 15 июля — Ричард де Клер (39) — 5/6-й граф Хартфорд, 2/6-й граф Глостер и 8-й барон Клер (1230—1262).
- Генри Уингхэм[англ.] — лорд-канцлер Англии (1256—1260), епископ Лондона (1259—1262)

## Август
- 4 августа — Иззуддин ибн Абдуссалам, исламский богослов, факих шафиитского мазхаба.
- 14 августа — Отто фон дер Марк[нем.] — последний граф Альтены (1249—1262).
- Зибото фон Зеефельд[нем.] — Князь-епископ Аугсбурга (1227—1247).
- Уильям II де Бошан из Бедфорда, английский землевладелец, феодальный барон Бедфорд, кастелян Бедфордского замка (с 1257).

## Сентябрь
- 13 сентября — Болдуин де Редверс, 7-й граф Девон — граф Девон (1245—1262)
- 28 сентября или 29 сентября — Ричард Тэлбот[англ.] — епископ Лондона (1262)

## Октябрь
- 11 октября — Николас де Флак[фр.] — епископ Сен-Мало (1254—1262)
- 21 октября — Эймо фон Грэндсан[нем.] — епископ Женевы (1215—1260)

## Декабрь
- 10 декабря — Бертольд фон Прифт[нем.] — епископ Базеля (1248—1262)
- 13 декабря — Генрих[нем.] — епископ Кимзе (1252—1262)
- Жиль Бридпортский[англ.] — епископ Солсбери (1256—1262)

## Дата неизвестна или требует уточнения
- Ал-Марракиши — западноарабский математик и астроном
- Алан[нем.] — епископ Аргайла (1250—1262)
- Бетриса д’Эсте[англ.] — святая римско-католической церкви.
- Бурундай, монгольский военачальник.
- Бучек, внук Чингисхана, сын Толуя, младший брат Мункэ; один из командующих в западном походе монголов.
- Гоше, граф Ретеля (1251—1262).
- Ибн аль-Адим[англ.] — арабский биограф и историк.
- Исмаил ас-Салих Лулу, малик в Мосуле и Синджаре (1259—1262).
- Кристина Норвежская — дочь норвежского короля Хакона IV, жена инфанта Филиппа Кастильского.
- Ллейсион ап Морган Гам,лорд Афана (1241—1262).
- Мария Гильен де Гусман[англ.] — любовница принца Альфонсо Кастильского, мать Беатрисы Кастильской
- Матильда II де Бурбон-Дампьер — дама де Бурбон (1249—1262), графиня Невера, Осера и Тоннера (1257—1262)
- Николо[итал.] — епископ Ноли (1262).
- Оливье I де Клиссон, бретонский аристократ.
- Питер де Рево[англ.] — лорд-казначей Англии (1233—1234)
- Роберт II Дофин — граф Клермона и дофин Овернский (1238—1262)
- Ростислав Михайлович — Князь Новгородский (1229—1230), князь Галицкий (1238, 1241), князь Черниговский (1241—1243), Бан Славонии (1247—1248), первый Бан Маховский (1248—1262)
- Рудольф I[англ.] — князь-епископ Шверина (1249—1262)
- Ас-Салар — среднеазиатский математик и астроном Хорезмшахов, казнён монголами
- Анжело Санудо — герцог Архипелага (1227—1262)
- Теггьяйо Альдобранди[итал.] — итальянский политический деятель, персонаж Божественной комедии Данте Алигьери
- Филиппо[итал.] — епископ Ноли (1248—1262)
- Ходжа Ариф Ревгари — духовный наставник — муршид, является 11-м духовным звеном в золотой цепи преемственности шейхов тариката Накшбандийя.